# Krzyż (Sainte-Croix)
Pour les articles homonymes, voir Krzyż.
Krzyż est une localité polonaise de la gmina de Czarnocin, située dans le powiat de Kazimierza en voïvodie de Sainte-Croix.